# Jorge Nasser
Jorge Nasser (Montevideo, 7 de diciembre de 1956) es un músico, compositor, productor, guitarrista e ilustrador uruguayo.
Conocido por ser líder del grupo de rock Níquel.

## Biografía
Hijo único de Blanca Cabrera y Alfredo Nasser. Su abuelo Simón Nasser fue un inmigrante libanés que inicialmente se estableció en Tacuarembó.
En 1980 se muda a Buenos Aires donde trabaja como periodista e ilustrador en varios medios de prensa, entre ellos el mítico "Expreso Imaginario". Fue en 1982 el ilustrador del disco doble "Mercedes Sosa en Argentina" de Mercedes Sosa.
En 1981 comienza paralelamente su carrera musical, que lleva a la grabación de Era el mismo, su álbum debut en 1984, una mezcla novedosa de pop y ritmos típicos uruguayos como el candombe y la murga, producido por Jaime Roos para el sello Sondor.
En 1986 su música se decanta al rock, lo que lo acerca al guitarrista argentino Pablo Faragó y a la formación conjunta de Níquel, grupo con el que tendría quince años de actividad ininterrumpida y que se convertiría en uno de los más populares de Uruguay de la década de 1990.
Con Níquel, Nasser graba más de una docena de discos, desde el debut de 1988 llamado igual que la banda. Su discografía incluye hitos como Níquel Sinfónico, Gargoland y las recopilaciones Primate, que junto a otros títulos cosecharon varios discos de oro y platino, además de ser la primera banda local en adoptar el sonido unplugged para Níquel Acústico.
Siendo productor o coproductor de todos los discos de Níquel, se encarga de trabajos de otros artistas, y entre 1995 y 2000 produce y edita discos con su propio sello discográfico, Gargoland Grabaciones. En su mayoría fueron trabajos de candombe o raigambre folclórica con artistas como el Cuarteto Zitarrosa, Eduardo da Luz, Roberto Darvin, Lágrima Ríos y Teresa Parodi, entre otros.
En el 2001 retoma su carrera solista explorando otros caminos con el álbum Efectos Personales. Mezcla en proporciones cada vez mayores la milonga con su veta roquera y blusera, con la participación a dúo de artistas como Ruben Rada y Jaime Roos, entre otros.
Luchadores en lodo, el primer sencillo, interpretado junto a la cantante argentina Sandra Mihanovich, fue una de las canciones de mayor difusión de ese año en las radios uruguayas; a la par que el disco cosechó muy buenas críticas y logró el premio Iris como mejor álbum del año.
También creó versiones milongueras de Eduardo Mateo y tuvo una coautoría con Mario Benedetti, que llevaron a la publicación de Milongas del querer en 2003, donde versiona dos canciones emblemáticas como A Don José de Rubén Lena y P'al que se va de Alfredo Zitarrosa junto a nueve canciones de autoría de Nasser.
Continúa su carrera discográfica editando el álbum de estudio Por milonga (2005), Por milonga en el Plaza (2007) que es el registro en vivo de su exitoso paso por el mítico Cine-Teatro Plaza montevideano, y en 2008 llega Nasser/Dúos, un trabajo con invitados como León Gieco, Teresa Parodi, Sandra Mihanovich, Ruben Rada, Emiliano Brancciari, Jaime Roos, entre otros, que a raíz de su enorme éxito es editado en 2009 en Argentina.
En 2010, sale a la venta Abrazo criollo/Lo mejor de Jorge Nasser, que además de regrabaciones de sus temas más populares como solista, incluye nuevas versiones "aggiornadas" a su nuevo estilo de viejos éxitos con su banda Níquel en los años '90.
En 2013, luego de un grave quebranto de salud, presenta el disco doble Pequeños milagros con la producción artística de su hijo Francisco.
Entre 2015 y 2016, celebra exitosamente sus treinta años con la música con presentaciones a lleno total en el Teatro Solís y el Auditorio del Sodre, además de lanzarse el primer largometraje en el que cuenta gran parte de su vida, filmado por su amigo, el director Julio Sonino. La película en cuestión lleva como título "El camino de siempre" y de las presentaciones en vivo por sus treinta años con la música se editan un CD doble y un CD/DVD con el nombre de "Nasser 3.0".
En 2018, vuelve a la cancha con un fantástico álbum titulado Llegar armar tocar, que presenta el 19 de junio en el Teatro Solís de Montevideo, otra vez a lleno total.
En 2023, recibió la Plaqueta Virgen del Pintado a la trayectoria otorgada por la Iglesia Católica del Uruguay.

## Vida privada
Es padre de los músicos Francisco, Simón, y Martín Nasser.
Es hincha de River Plate, del que supo grabar temas con la temática del Club como La Bomba Darsenera y Parque Saroldi. En diciembre de 2024 es electo vicepresidente del club para el mandato 2025-2026.

## Discografía cronológica como solista y con Níquel
- 1984 - "Era el mismo" (solista - Sondor) LP
- 1988 - "Níquel" (Discovery) LP
- 1989 - "Gusano loco" (Discovery) LP y Cassette
- 1990 - "Gargoland - Acto I" (Gargoland) LP y Cassette
- 1991 - "Gargoland - Acto II" (Gargoland) LP y Cassette
- 1991 - "De memoria" (Sondor) LP, Cassette y CD
- 1992 - "Níquel acústico" (Orfeo) Edición en Cassette
- 1993 - "Buena caballo" (Orfeo) CD y Cassette
- 1994 - "Amo este lugar" (Gargoland) CD y Cassette
- 1994 - "Primate" (BMG) CD y Cassette
- 1995 - "Níquel acústico" (Orfeo) Edición en CD
- 1995 - "Níquel sinfónico" (BMG) CD
- 1996 - "Pueblo chico, infierno grande" (BMG) CD y Cassette
- 1998 - "Primate II" (BMG) CD y Cassette
- 2000 - "Prueba viviente" (Límites) CD
- 2001 - "Efectos personales" (solista - Gargoland) CD
- 2003 - "Milongas del querer" (solista - Gargoland) CD
- 2005 - "Por milonga" (solista - Gargoland) CD
- 2007 - "Por milonga / En el Plaza" (solista - Gargoland) CD
- 2008 - "Dúos" (solista - Gargoland) CD
- 2010 - "Abrazo criollo - Lo mejor de Jorge Nasser" (solista - MMG) CD
- 2011 - "Jorge Nasser y A Puro Viento - Baile de campaña" (solista - MMG) CD
- 2011 - "Tierra de gárgolas - Vol. I" (MMG/Gargoland) 2 CD+DVD
- 2013 - "Tierra de gárgolas - Vol. II" (MMG/Gargoland) 2 CD+DVD
- 2013 - "Pequeños milagros" (solista - MMG) 2 CD
- 2015 - "Nasser 3.0" (solista - MMG) 2 versiones: 2 CD y CD+DVD (2016)
- 2018 - "Llegar armar tocar" (solista - MMG) CD
- 2020 - "Cronología" (MMG) CD
- 2020 - "Níquel & Pappo - Blues al sur" (MMG) CD
- 2020 - "El camino de siempre BSO" (solista - MMG) Streaming
- 2020 - "Llegar armar tocar en vivo" (solista - MMG) Streaming
- 2021 - "En vivo en el Auditorio" (MMG) Streaming
- 2021 - "Jorge Nasser & Milongas Extremas - Guitarras amigas" (solista - MMG) EP Streaming
- 2022 - "Paz y swing" (MMG) CD